# لنکستر (کانزاس)
لنکستر (به انگلیسی: Lancaster) شهری در ایالت کانزاس کشور ایالات متحده آمریکا است که جمعیت آن در سرشماری سال ۲۰۱۰ میلادی، ۲۹۸ نفر بوده‌است.